# Colin Powell
Colin Luther Powell, född 5 april 1937 i New York, död 18 oktober 2021 i Bethesda, Maryland, var en amerikansk fyrstjärnig general i USA:s armé och politiker (republikan). Han var USA:s utrikesminister mellan 20 januari 2001 och 26 januari 2005, och innan dess USA:s försvarschef 1989–1993. 

## Militär karriär
Colin Powells föräldrar hade invandrat till USA från Jamaica. Han tog examen i geologi vid City College of New York 1958. Under sin collegetid deltog han i ROTC och blev efter examen motsvarande fänrik i USA:s armé.
År 1962 var Powell militärrådgivare åt sydvietnamesiska armén, ett land som han återvände till 1968 som officer vid 23:e Infanteridivisionen. Efter Vietnamkriget studerade Powell vid George Washington University, där han tog examen 1971. Året därefter utsågs han till White House Fellow, en mycket prestigefull praktiktjänst vid Vita huset.
Powell blev befälhavare för första bataljonen 32:a infanteriregementet 1973 och befälhavare för andra brigaden 101st Airborne Division (Screaming Eagles) 1976. Efter att Jimmy Carter blivit vald till president utsågs Powell till adjutant åt biträdande försvarsministern Charles W. Duncan, Jr. År 1983 blev han senioradjutant (engelska: senior military assistant) till försvarsminister Caspar Weinberger.
År 1986 befordrades Powell till generallöjtnant och utsågs till befälhavare för femte armékåren i Tyskland, och året därefter gjorde Ronald Reagan honom till sin nationelle säkerhetsrådgivare efter att företrädaren Frank Carlucci tog över som försvarsminister efter Weinberger.
Efter att George H.W. Bush övertagit Vita Huset befordrades Colin Powell till fyrstjärnig general och befälhavare för U.S. Army Forces Command. Snart därefter utsågs han till USA:s försvarschef, dvs ordförande för Joint Chiefs of Staff. I den positionen samordnade han den militära planeringen av Operation Desert Shield och Operation Desert Storm mellan presidenten, försvarsminister Dick Cheney och militärbefälhavaren för U.S. Central Command general Norman Schwarzkopf.

## Politisk karriär
I september 1993 gick Powell i pension, varefter han började hålla föredrag runt om i USA och gav ut sina memoarer, bestsellern My American Journey. Hans popularitet gjorde dock att både demokraterna och republikanerna försökte få in honom i politiken, till exempel 1996 då han var mycket nära att ställa upp i det republikanska primärvalet.
Under 2000 års presidentvalskampanj var Powell utrikespolitisk rådgivare åt George W. Bush och efter dennes seger utsågs Powell till utrikesminister. Som utrikesminister i den första Bush-administrationen ansågs Colin Powell vara en moderat kraft jämfört med försvarsministrar Donald Rumsfelds och biträdande försvarsminister Paul Wolfowitz mer aggressiva utrikespolitiska hållning. Mycket tyder dock på att Powell gradvis blev marginaliserad och kom att ha ett begränsat inflytande på presidentens utrikespolitik. Trots sina tidigare politiska uppdrag valde Powell att öppet stödja demokraten Barack Obama som presidentkandidat 2008.

## Död
Colin Powell avled i sviterna av covid-19. Han var fullvaccinerad mot sjukdomen, men det har framkommit att han före sin död diagnosticerats med myelom.

## Galleri

General Colin Powell med president George H.W. Bush och de andra medlemmarna i Nationella Säkerhetsrådet diskuterar  situationen i Persiska viken i Ovala rummet 15 januari 1991.
President Ronald Reagan och Nationella Säkerhetsrådgivaren  Colin Powell 1988.
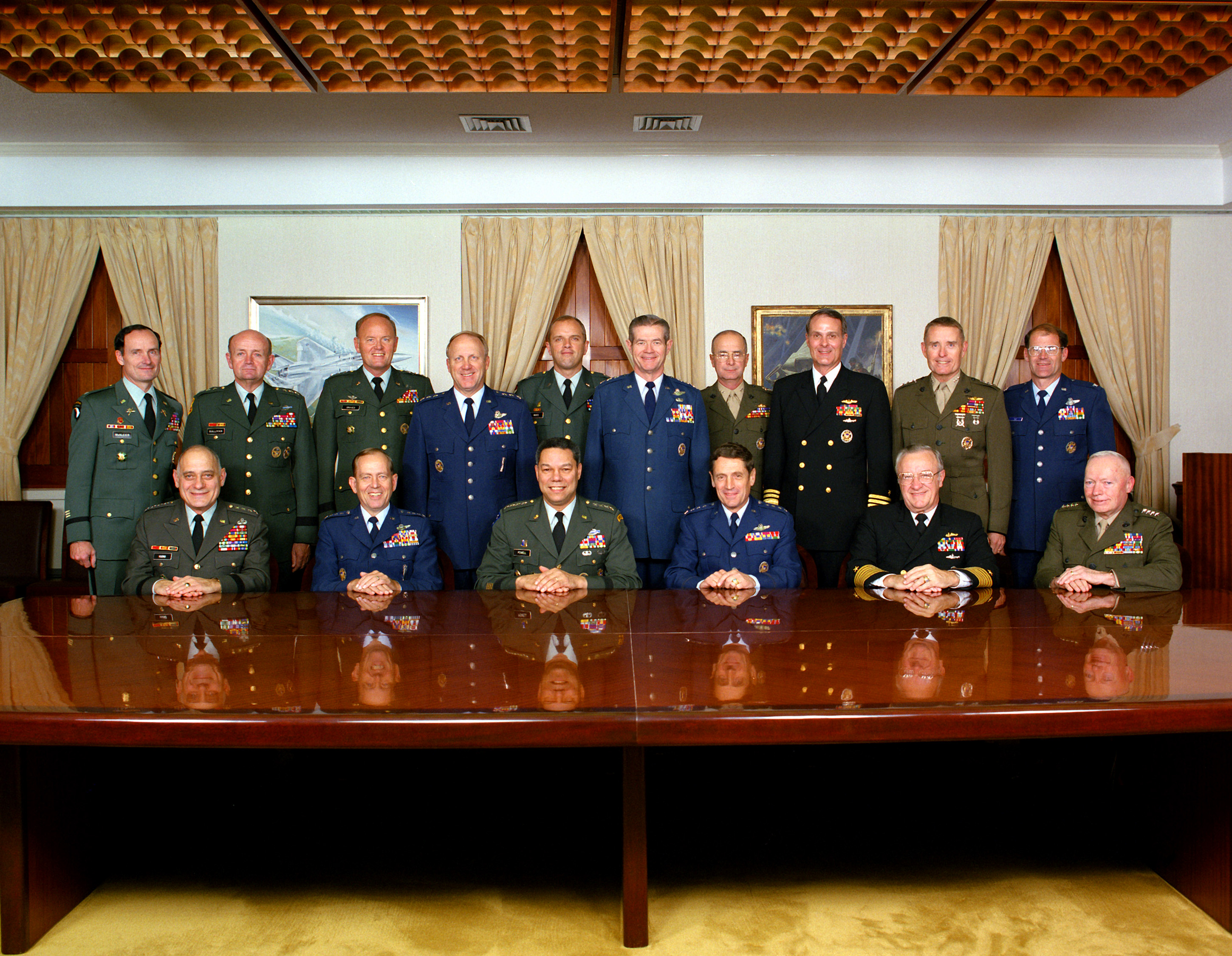
USA:s försvarschef Colin Powell omgiven av andra stabschefer 1989.
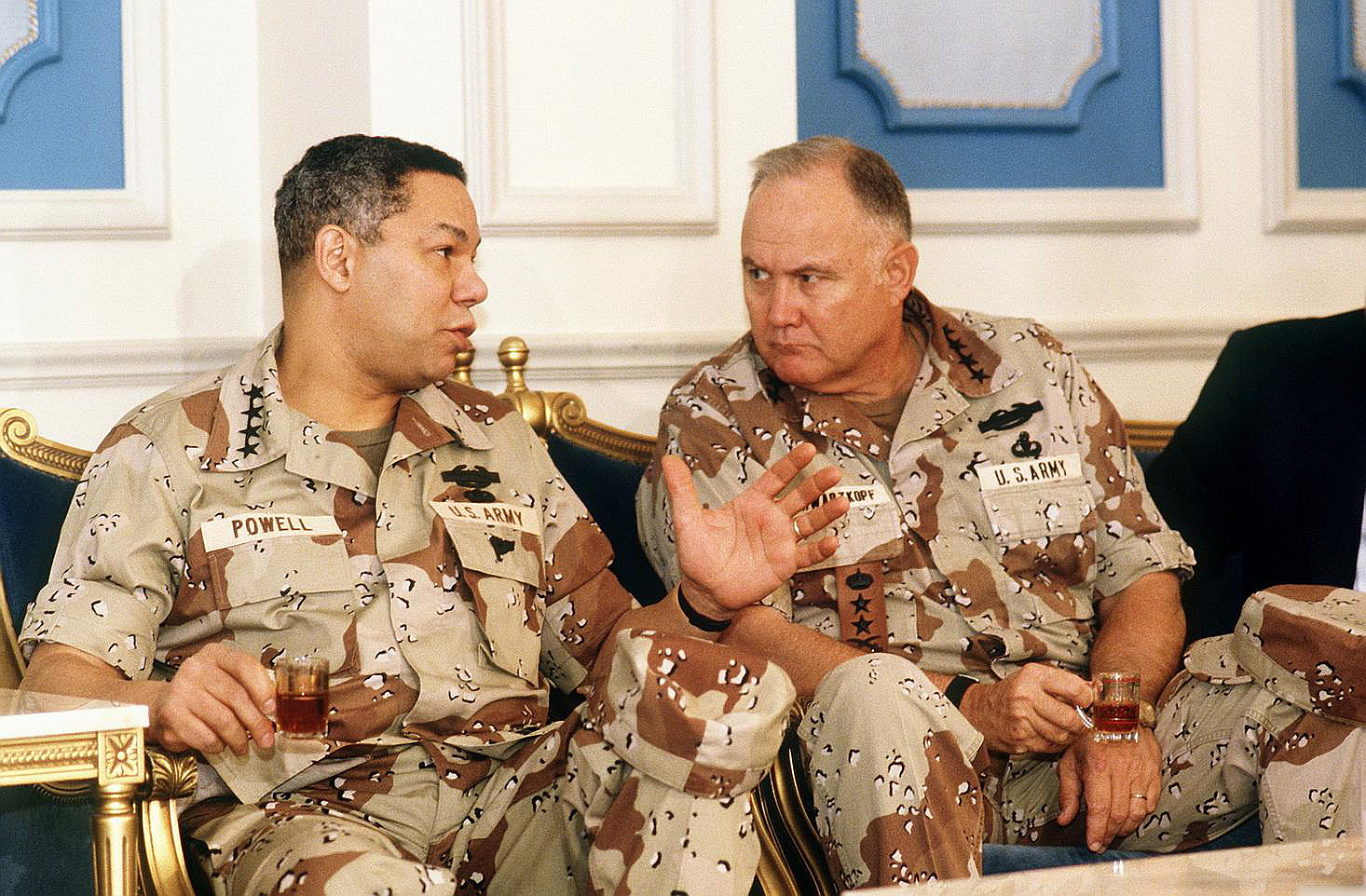
Colin Powell and Norman Schwarzkopf 1991.

## Utmärkelser
Powell har fått ett stort antal militära och civila utmärkelser, exempelvis Defense Distinguished Service Medal, Army Distinguished Service Medal, Legion of Merit, Soldier's Medal, Bronze Star, Purple Heart, två Presidential Medal of Freedom samt Congressional Gold Medal. Han har också utsetts till Knight Commander of the Bath av Storbritanniens drottning Elizabeth II.